# Resthofstelle
Als Resthof oder Resthofstelle werden baulich erhaltene Bauernhöfe bezeichnet, die jedoch keine landwirtschaftlichen Betriebe mehr sind und zu denen keine Äcker oder Weiden mehr gehören. Resthofstellen entstehen durch die Aufgabe der landwirtschaftlichen Nutzung und die Zerschlagung in Äcker, Weiden und die Hofstelle; häufig werden diese getrennt voneinander an verschiedene Käufer verkauft. Die Größe der Hof- und Gebäudefläche liegt zwischen 2.000 m² und 10.000 m².

## Gründe für die Entstehung
Der durch den technischen Fortschritt ausgelöste Strukturwandel hat in der Landwirtschaft zu einem starken Unternehmenswachstum geführt. Gleichzeitig werden in großem Maße landwirtschaftliche Flächen für andere Nutzungen umgewidmet. Dies führt zu einer Reduktion der Anzahl landwirtschaftlicher Betriebe.
Die Mindestgröße, ab der ein Bauernhof noch rentabel ist, liegt ca. bei 75 Hektar. Eine Erhöhung der Fläche eines Bauernhofes kann nur durch die Stilllegung eines anderen Hofes gelingen. Gleichzeitig werden landwirtschaftliche Flächen für Siedlungsflächen, Verkehrsflächen, Aufforstungen, Naturschutzzwecke usw. umgenutzt, sodass sich die landwirtschaftliche Fläche reduziert.

## Eingeschränkte Umnutzung durch planungsrechtliche Vorgaben
Nachdem die Nutzung der Gebäude durch den landwirtschaftlichen Betrieb beendet wurde, ist es notwendig, eine weitere Verwendung der baulichen Anlagen zu finden, um langfristig den Erhalt der Resthofstelle sicherzustellen.
Neben dem privaten Interesse der Eigentümer gibt es ein öffentliches kulturelles Interesse an der Erhaltung. Dies wird durch die Tatsache gegeben, dass Hofstellen im Außenbereich prägend für das Orts- und Landschaftsbild im ländlichen Raum sind. Sie sind Teil der historischen Kulturlandschaft.
Die Nachnutzung hängt dabei stark von den Eigenschaften der Hofstelle und der Umgebung ab. Die Umnutzung als Wohngebäude ist dabei am häufigsten anzutreffen.
Dabei sind jedoch einige planungsrechtliche Vorgaben zu berücksichtigen. So befinden sich die Gebäude nicht auf Bauland, sondern auf „Ackerland“. Im Normalfall darf auf diesen Flächen nicht gebaut werden.
Eine Baugenehmigung könnte jedoch erreicht werden, welche eine Bebauung im Außenbereich erlaubt, wenn die Gebäude einem land- oder forstwirtschaftlichen Betriebe dienen. Durch die Aufgabe der landwirtschaftlichen Nutzung ist die Begründung für das privilegierte Vorhaben weggefallen.

## Probleme bei der Bodenbewertung
Der Bodenwert wird maßgeblich durch die zulässige Nutzung bestimmt. Aus diesem Grund wird Boden, auf dem gebaut werden darf, höher bepreist als Boden im Außenbereich, bei dem eine Bebauung nicht erlaubt ist.
Grundsätzlich muss der Bodenwert ohne Berücksichtigung der baulichen Anlagen erfolgen. Die Anwendung dieser Norm würde jedoch, da es sich bei Resthofstellen planungsrechtlich um Ackerland handelt, bei der Wertermittlung zu einem sehr niedrigen Bodenwert führen.
Aus diesem Grund wird bei Resthofstellen eine Ausnahme gemacht, bei der die baulichen Anlagen bei der Ermittlung des Bodenwerts berücksichtigt werden.
Falls keine Bodenrichtwerte für bebaute Außenbereichsgrundstücke existieren, so kann sich an den Bodenrichtwerten für vergleichbare Bebauung im Innenbereich orientiert werden. Dafür ist in einem ersten Schritt zuerst die plausibelste Nachnutzung zu bestimmen und im Anschluss dann der Bodenrichtwert aus einem nahe gelegenen Innenbereich für diese Nutzung mit Zu- oder Abschlägen für die Wertermittlung heranzuziehen.